# Людвінув (Яроцинський повіт)
Людвінув (пол. Ludwinów) — село в Польщі, у гміні Жеркув Яроцинського повіту Великопольського воєводства.
Населення — 512 осіб (2011).
У 1975-1998 роках село належало до Каліського воєводства.

## Демографія
Демографічна структура станом на 31 березня 2011 року:
|          | Загалом | Допрацездатний вік | Працездатний вік | Постпрацездатний вік |
| -------- | ------- | ------------------ | ---------------- | -------------------- |
| Чоловіки | 252     | 59                 | 169              | 24                   |
| Жінки    | 260     | 60                 | 154              | 46                   |
| Разом    | 512     | 119                | 323              | 70                   |